# Carlos Carnicero
Carlos Carnicero Giménez de Azcárate (Zaragoza, 9 de septiembre de 1951-Madrid, 1 de julio de 2025) fue un periodista, presentador y político español. 

## Biografía
Durante los últimos años de la dictadura de Franco y los comienzos de la Transición Española, fue secretario federal de organización del Partido Carlista, que entonces formaba parte de la Junta Democrática en la oposición al régimen franquista. Fue candidato al Congreso de los Diputados en 1977, como n.º 2 de la lista del Frente Autonomista Aragonés en Zaragoza, y en 1979, como número 1 
de la lista del Partido Carlista de Euskadi en Guipúzcoa.

## Prensa escrita
Licenciado en Derecho y Ciencias Económicas por las universidades del País Vasco y Complutense de Madrid, comenzó su carrera profesional como periodista en los medios de prensa escrita. Colaboró con El Diario Vasco y La Voz de España. Fue director de la desaparecida revista  "Contrapunto" durante dos años.
En 1982 ingresó en la revista Tiempo, de la que llegaría a ser subdirector y donde permaneció hasta 1988. En mayo de ese año se incorporó a un nuevo proyecto y colaboró en el lanzamiento de una nueva publicación: Tribuna. En junio de 1989 se incorporó a Diario 16 como director adjunto, y permaneció en ese cargo hasta 1991, en que fue nombrado director de la revista Panorama (hasta 1993). Al terminar la publicación de esta revista continuó en la dirección de la revista Viajar

## Radio
Especializado en análisis político, Javier González Ferrari contó con él como comentarista en la primera etapa del programa La linterna de la Cadena COPE (1988-1989).
En septiembre de 1993, y de nuevo con González Ferrari se incorporó a la tertulia de Hora cero en Antena 3 Radio y Onda Cero. 
Entre 1994 y 2011 colaboró con los programas Hoy por hoy, Hora 25 y en la sección La Tertulia de los Martes del programa vespertino La Ventana de la Cadena SER. En julio de 2011 fue despedido de la emisora. Posteriormente colaboró con Radio Euskadi, ABC Punto Radio y Canal Sur.[actualizar]

## Televisión
Su paso por televisión se remonta a 1989, cuando copresentó junto a González Ferrari el programa informativo El ruedo, en Telemadrid. En 1992, de la mano de Hermida participó como contertulio habitual en su espacio El programa de Hermida, de Antena 3, al que seguiría La noche de Hermida (1993). 
Un año más tarde, en 1994, Antena 3 le encomendó la dirección y presentación de un programa de reality show titulado Confesiones en el que personas anónimas acudían al plató a relatar acontecimientos de su vida privada. En enero de 1997 sustituyó a Miguel Ángel Aguilar en el espacio Cruz y Raya, dentro de Informativos Telecinco. Se trataba de una sección en la que Carnicero debatía sobre un tema de actualidad con el periodista Luis Herrero. En la temporada 1997-1998 la sección pasó a llamarse Fuego cruzado, y Herrero fue remplazado por Federico Jiménez Losantos.
Analizó la actualidad política en los programas La mirada crítica,  de Telecinco y 59 segundos, de TVE. Fue colaborador habitual del ElPlural.com durante un año (2010-2011).